# الرماغة (أرحب)

تعديل مصدري - تعديل

الرماغة هي إحدى قرى عزلة شعب بمديرية أرحب التابعة لمحافظة صنعاء، بلغ تعداد سكانها 37 نسمة حسب تعداد اليمن لعام 2004.